# Cyprinodon eremus
Cyprinodon eremus är en fiskart som beskrevs av Robert Rush Miller och Lee A. Fuiman 1987. Den ingår i släktet Cyprinodon, och familjen Cyprinodontidae. Inga underarter finns listade i Catalogue of Life.